# Рихард, Фрида
Фрида Рихард (нем. Frida Richard, урождённая Фридерике Райтель, нем. Friederike Raithel; 1 ноября 1873, Вена, Австро-Венгрия — 12 сентября 1946 , Зальцбург, Австрия) — австрийская актриса
.

## Биография
Дочь маляра. Училась в школе актерского мастерства в Вене вместе с Максом Рейнхардтом. Прежде чем стать актрисой, преподавала английский язык. Только переехав в 1905 году с мужем в Берлин, занялась творческой деятельностью, дебютировав на театральной сцене в 1908 году.
Начала свою кинокарьеру в 1910 году, став известной хара́ктерной актрисой немецкого кинематографа.
Снималась преимущественно в Германии, исполнила роли в более, чем в 270 фильмах.

## Избранная фильмография
- 1954 — Низина / Tiefland

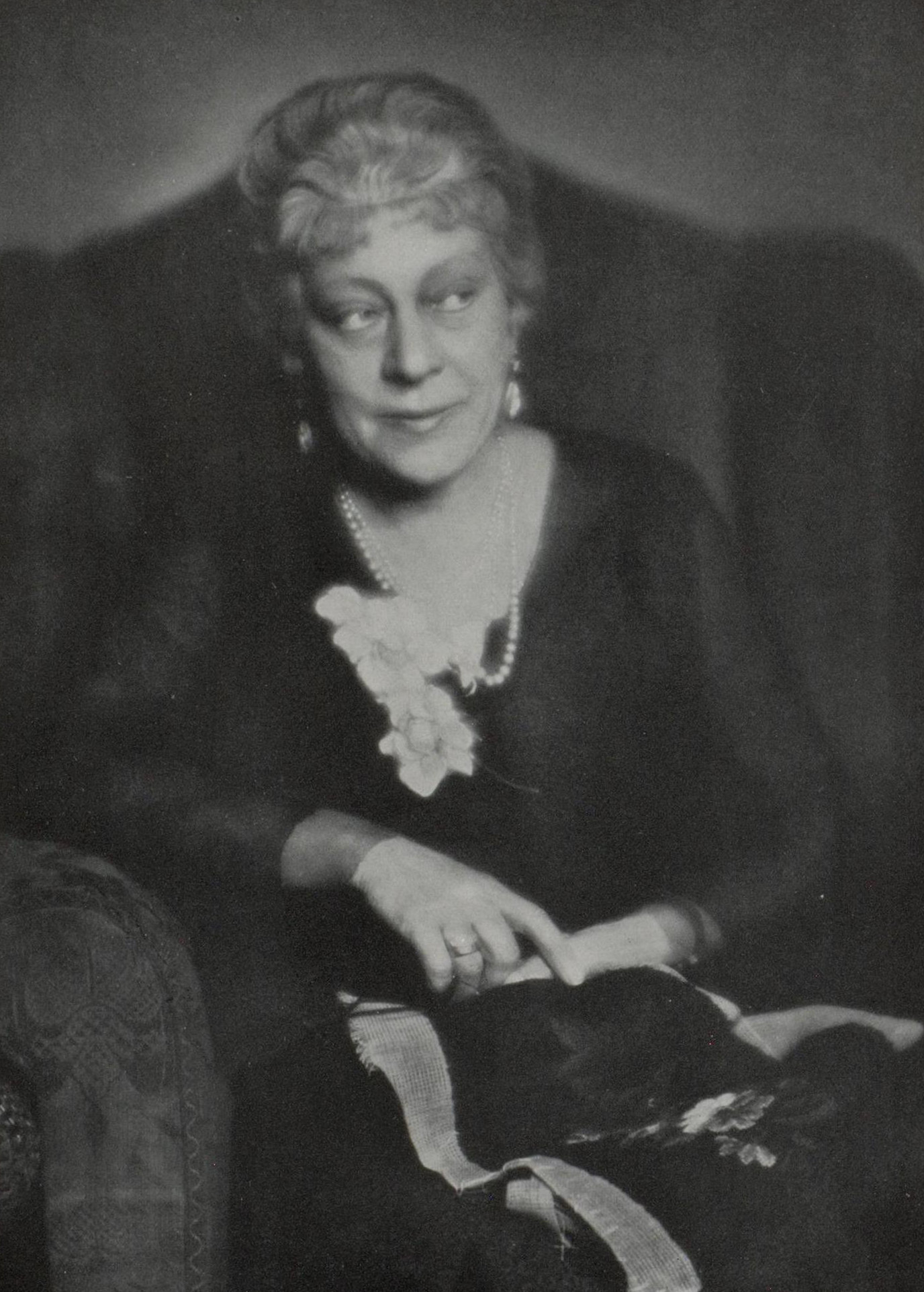
Фрида Рихард около 1930 г.

- 1944 — Жертвенный путь / Opfergang — фрау Штайнкамп, медсестра
- 1944 — Властный призыв / Der gebieterische Ruf — Тереза, старшая сестра
- 1942 — Золотой город / Die Goldene Stadt — фрау Аменд
- 1942 — Жизнь Рембрандта / Ewiger Rembrandt
- 1942 — Почтмейстер
- 1939 — Я отказываюсь от показаний / Ich verweigere die Aussage
- 1939 — Любовь матери / Mutterliebe — фрау Штэттер, старая прачка
- 1933 — Весенние голоса / Frühlingsstimmen — старушка
- 1931 — Человек, который убил / Der Mann, der den Mord beging — леди Фолт
- 1930 — Любовь в кольце / Liebe im Ring
- 1929 — Пылающее сердце / Das brennende Herz — мать Виттига
- 1929 — Женщина, которая желанна — жена Анри Леблана
- 1926 — Федора / Fedora
- 1926 — Фауст / Faust — мать Гретхен / мать Маргариты
- 1926 — На прекрасном голубом Дунае / An der schönen blauen Donau
- 1926 — Манон Леско / Manon Lescaut
- 1925 — Петух в корзине / Der Hahn im Korb — фрау Абендрот
- 1925 — Фермер из Техаса — Танте Ютта
- 1924 — Новогодняя ночь / Sylvester Tragödie einer Nacht — мать
- 1924 — Прыжок в жизнь / Der Sprung ins Leben
- 1924 — Потерянная туфелька / Der Verlorene Schuh
- 1924 — Нибелунги. Зигфрид / Die Nibelungen: Siegfried — Горничная
- 1923 — Лида Санина / Lyda Ssanin
- 1923 — Пламя — мадам Васаль
- 1923 — Клад Гезины Якобсон / Der Schatz der Gesine Jakobsen
- 1922 — Призрак / Phantom — мать Люботы
- 1921 — Заблудшие души / Irrende Seelen — мать Марии
- 1913 — Ева / Eva

## Награды
- Рыцарский крест Австрийского ордена «За заслуги» (1934)